# Stadion im. Atatürka w Muğli
Stadion im. Atatürka – wielofunkcyjny stadion w Muğli, w Turcji. Obiekt może pomieścić 7755 widzów. Swoje spotkania rozgrywają na nim piłkarze klubu Muğlaspor.